# Zhang Xinyue
Zhang Xinyue (* 5. Mai 1993) ist eine chinesische Ruderin.

## Sportliche Karriere
Zhang Xinyue startete bei den Junioren-Weltmeisterschaften 2009 im chinesischen Doppelvierer. Zusammen mit Zhao Xirong, Zhang Ting und Yan Xiaohua gewann sie den Titel vor den Booten aus Australien und Deutschland.
Nach einer längeren Pause startete sie beim Weltcup auf dem Lac d’Aiguebelette in Savoyen (Frankreich) wieder im chinesischen Doppelvierer und belegte zusammen mit Wang Jie, Shen Xiaoxing und Wang Min den sechsten Platz. Bei den Weltmeisterschaften 2014 in Amsterdam gewann sie mit Jiang Yan, Shen Xiaoxing und Lyu Yang im chinesischen Doppelvierer die Silbermedaille hinter der deutschen Crew. Zum Abschluss der Saison gewann der chinesische Doppelvierer in der Besetzung Wang Min, Shen Xiaoxing, Wang Yuwei und Zhang Xinyue den Titel bei den Asienspielen vor den Booten aus Südkorea und Vietnam.
2015 belegte sie zusammen mit Jiang Yan, Shen Xiaoxing und Lyu Yang den vierten Platz beim Weltcup in Bled. Beim Weltcup in Varese machte sie einen Doppelstart im Doppelzweier und Doppelvierer. Im Doppelzweier belegte sie den zehnten Platz mit Jiang Yan. Im Doppelvierer wurde es am Ende der achte Platz zusammen mit Bai Yuemin, Wang Jie und Jiang Yan. Bei der Weltmeisterschaft trat der chinesische Doppelvierer in der gleichen Besetzung wie schon 2014 an. Dieses Mal gewannen sie das B-Finale, was am Ende Platz sieben bedeutete. Bei den Asienmeisterschaften 2015 in Peking gewannen die vier die Goldmedaille vor den Booten aus Kasachstan und Indonesien.
2016 in Luzern siegten Zhang Ling, Jiang Yan, Wang Yuwei und Zhang Xinyue im Doppelvierer bei der Qualifikationsregatta für die Olympischen Spiele in Rio de Janeiro. Bei der anschließenden Weltcup-Regatta in Luzern reichte es für Platz vier im Doppelvierer. Bei der Olympischen Regatta waren sieben Boote am Start, die Chinesinnen erreichten über den Hoffnungslauf das Finale. Im Finale belegten sie den sechsten Platz.
Ein Jahr später startete sie beim Weltcup in Posen im Doppelzweier mit Zhang Ling. Hinter dem Boot aus Neuseeland konnten sie den zweiten Platz erreichen. Der chinesische Doppelvierer in der Besetzung Jiang Yan, Li Jingjing, Zhang Ling und Zhang Xinyue erreichte den siebten Platz bei den Weltmeisterschaften 2017, indem sie das B-Finale gewannen.

## Internationale Erfolge
- 2009: Goldmedaille Junioren-Weltmeisterschaften im Doppelvierer
- 2014: Silbermedaille Weltmeisterschaften im Doppelvierer
- 2014: Goldmedaille Asienspiele Doppelvierer
- 2015: 7. Platz Weltmeisterschaften im Doppelvierer
- 2015: Goldmedaille Asienmeisterschaften im Doppelvierer
- 2016: 6. Platz Olympische Sommerspiele im Doppelvierer
- 2017: 7. Platz Weltmeisterschaften im Doppelvierer